# Paik Seung-ho
Paik Seung-ho (* 17. März 1997 in Seoul) ist ein südkoreanischer Fußballspieler, der aktuell für Jeonbuk Hyundai Motors spielt.

## Karriere

### Verein
Paik stammt aus der Jugend der Suwon Samsung Bluewings und wechselte 2010 in die Jugendabteilung des FC Barcelona nach Spanien. Nach sechs Jahren bei Barcelona wechselte er am 21. Juli 2017 zum FC Girona und spielte zuerst für CF Peralada, der damaligen Reservemannschaft von Girona, in der Segunda División B. Sein erstes Spiel für die erste Mannschaft von Girona absolvierte er am 10. Januar 2019 in der Copa del Rey. Am 27. Januar 2019 absolvierte er sein erstes Spiel in der Primera División bei einer 0:2-Heimniederlage gegen den FC Barcelona.
Am 31. August wechselte er zum deutschen Zweitligisten SV Darmstadt 98 und unterschrieb dort einen Vertrag mit Laufzeit bis Juni 2022. Sein Debüt gab er am 15. September 2019 beim 3:3-Heimspiel gegen den 1. FC Nürnberg. In seiner ersten Saison spielte er 29 Spiele und konnte zwei Tore schießen. In der Saison 2020/21 kam er für die Lilien auf dreizehn Zweitligaeinsätze und erreichte mit seiner Mannschaft das Achtelfinale im DFB-Pokal.
Nach fast zwei Monaten Gerüchten über einen Wechsel zu Jeonbuk Hyundai Motors wurde Ende März 2021 der Wechsel bekannt gegeben. Zuvor hatte es Probleme mit seinem ehemaligen Verein Suwon Samsung Bluewings gegeben, die den Wechsel verhindern wollten. Am 11. April 2021 debütierte er beim 5:0-Heimsieg gegen Incheon United in der K League 1, als er in der 70. Spielminute für Choi Young-jun eingewechselt wurde. Am 28. Juni 2021 debütierte Paik in der AFC Champions League beim 2:2-Auswärtsspiel gegen Gamba Osaka. Er erreichte mit seiner Mannschaft in der Liga den ersten Platz und kam auf 20 Einsätze (vier Tore). Zudem erreichte seine Mannschaft das Achtelfinale im Korean FA Cup, schied dort jedoch im Elfmeterschießen gegen den Yangju Citizen FC aus. In der AFC Champions League erreichte die Mannschaft das Viertelfinale, schied dort jedoch in der Verlängerung gegen Ulsan Hyundai aus. In der Meisterrunde kam Paik bei allen fünf Spielen zum Einsatz und gewann schließlich dort die Meisterschaft mit Jeonbuk.

### Nationalmannschaft
Er vertrat Südkoreas Auswahl bei der U-20-Weltmeisterschaft 2017 im eigenen Land und absolvierte 4 Spiele, in denen er 2 Treffer erzielte.
Paik debütierte am 11. Juni 2019 für die A-Nationalmannschaft seines Landes bei einem Freundschaftsspiel gegen den Iran.

## Erfolge
Jeonbuk Hyundai Motors
- Südkoreanischer Meister: 2021

## Persönliches
Paik ist gläubiger Buddhist.